# Дуарненез
Дуарненез (фр. Douarnenez) је насељено место у Француској у региону Бретања, у департману Финистер.
По подацима из 2011. године у општини је живело 14.815 становника, а густина насељености је износила 594,03 становника/km².

## Демографија
| 1962.  | 1968.  | 1975.  | 1982.  | 1990.  | 2011.  |
| ------ | ------ | ------ | ------ | ------ | ------ |
| 19.887 | 19.705 | 19.096 | 17.653 | 16.457 | 14.815 |